# Associazione Sportiva Lucchese Libertas 1998-1999
Questa pagina raccoglie le informazioni riguardanti l'Associazione Sportiva Lucchese Libertas nelle competizioni ufficiali della stagione 1998-1999.

## Stagione
Nella stagione 1998-1999 la Lucchese disputa il campionato di Serie B, raccoglie 37 punti con il penultimo posto in classifica retrocedendo in Serie C1. Dopo nove stagioni di fila in Serie B la Lucchese non riesce a mantenere la categoria. La stagione è iniziata e si è chiusa con l'allenatore Tarcisio Burgnich, da metà ottobre a fine marzo sostituito da Giuseppe Papadopulo. Nel girone di andata i rossoneri lucchesi hanno raccolto 20 punti, quattro lunghezze sopra la zona retrocessione. Nel girone di ritorno non hanno tenuto il passo delle concorrenti in lotta per la salvezza. L'attaccante campano Nazzareno Tarantino preso dal Prato nel mercato invernale è stato il miglior marcatore lucchese con 8 reti nelle 19 partite giocate nel girone di ritorno. In Coppa Italia i rossoneri hanno superato nel doppio confronto del primo turno il Napoli, nel secondo turno sono usciti dal torneo per mano del Bari.

## Rosa
| N. |                   | Ruolo | Calciatore          |
| -- | ----------------- | ----- | ------------------- |
| 1  | Italia (bandiera) | P     | Lorenzo Squizzi     |
| 2  | Italia (bandiera) | D     | Samuele Barsotti    |
| 3  | Italia (bandiera) | C     | Marco Pedotti       |
| 4  | Italia (bandiera) | D     | Moreno Longo        |
| 5  | Italia (bandiera) | D     | Stefano Ricci       |
| 6  | Italia (bandiera) | D     | Ivan Franceschini   |
| 7  | Italia (bandiera) | A     | Felice Foglia       |
| 8  | Italia (bandiera) | C     | Aladino Valoti      |
| 9  | Italia (bandiera) | A     | Roberto Paci        |
| 10 | Italia (bandiera) | C     | Federico Bettoni    |
| 11 | Italia (bandiera) | A     | Roberto Colacone    |
| 12 | Italia (bandiera) | P     | Giovanni Proietti   |
| 13 | Italia (bandiera) | C     | Antonio Obbedio     |
| 14 | Italia (bandiera) | C     | Giorgio Gorgone     |
| 15 | Italia (bandiera) | C     | Domenico Giampà     |
| 16 | Italia (bandiera) | C     | Francesco Marianini |
| 17 | Italia (bandiera) | A     | Andrea Mussi        |
| 18 | Italia (bandiera) | C     | Antonino Cardinale  |

| N. |                   | Ruolo | Calciatore                 |
| -- | ----------------- | ----- | -------------------------- |
| 19 | Italia (bandiera) | A     | Cristian Biancone          |
| 20 | Italia (bandiera) | D     | Manuele Guzzo              |
| 21 | Italia (bandiera) | A     | Emanuele Eros Matzuzzi     |
| 22 | Italia (bandiera) | P     | Daniele Lorenzini          |
| 23 | Italia (bandiera) | C     | Bruno Russo                |
| 24 | Italia (bandiera) | D     | Enrico Massagrande         |
| 24 | Italia (bandiera) | C     | Francesco Mocarelli        |
| 25 | Italia (bandiera) | D     | Marcello Montanari         |
| 26 | Italia (bandiera) | A     | Sandro Sorrentino          |
| 27 | Italia (bandiera) | A     | Nazzareno Tarantino        |
| 28 | Italia (bandiera) | D     | Marcello Ferrara           |
| 29 | Italia (bandiera) | P     | Romolo Mannucci            |
| 30 | Italia (bandiera) | D     | Ciro Ferrara               |
| 31 | Italia (bandiera) | D     | Gilberto D'Ignazio Pulpito |
| 32 | Italia (bandiera) | P     | Alessio Recchi             |
| 33 | Italia (bandiera) | A     | Gabriele Scandurra         |
| 34 | Italia (bandiera) | C     | Angelo Buglio              |
| 35 | Italia (bandiera) | D     | Luca Del Chiaro            |

## Risultati

### Campionato

#### Girone di andata
| Monza 6 settembre 1998 1ª giornata | Monza              | 0 – 0 | Lucchese | Stadio Brianteo\| Arbitro: \| Preschern (Mestre) \| |
| Arbitro:                           | Preschern (Mestre) |       |          |                                                     |

| Arbitro: | Branzoni (Pavia) |

|             |           |                           |
| Obbedio 60’ | Marcatori | 3’ Ferrarese 66’ De Vitis |

| Lucca 20 settembre 1998 3ª giornata | Lucchese          | 0 – 0 | Brescia | Stadio Porta Elisa\| Arbitro: \| Guiducci (Arezzo) \| |
| Arbitro:                            | Guiducci (Arezzo) |       |         |                                                       |

| Arbitro: | Bertini (Arezzo) |

|                            |           |                     |
| Pinciarelli 45’ Oldoni 72’ | Marcatori | 64’ I. Franceschini |

| Lucca 4 ottobre 1998 5ª giornata | Lucchese                    | 0 – 0 | Cesena | Stadio Porta Elisa\| Arbitro: \| Serena (Bassano del Grappa) \| |
| Arbitro:                         | Serena (Bassano del Grappa) |       |        |                                                                 |

| Arbitro: | Strazzera (Trapani) |

|           |           |  |
| Manca 54’ | Marcatori |  |

| Pescara 18 ottobre 1998 7ª giornata | Pescara            | 0 – 0 | Lucchese | Stadio Adriatico\| Arbitro: \| Preschern (Mestre) \| |
| Arbitro:                            | Preschern (Mestre) |       |          |                                                      |

| Arbitro: | Cardella (Torre del Greco) |

|  |           |             |
|  | Marcatori | 93’ Fattori |

| Arbitro: | Cardella (Torre del Greco) |

|                |           |  |
| Doni 9’ (rig.) | Marcatori |  |

| Arbitro: | Sirotti (Forlì) |

|                          |           |               |
| Bettoni 33’ Colacone 94’ | Marcatori | 43’, 59’ Sesa |

| Arbitro: | Rosetti (Torino) |

|                |           |                 |
| Bortoluzzi 48’ | Marcatori | 68’ (aut.) Bosi |

| Arbitro: | Sirotti (Forlì) |

|                     |           |                       |
| Paci 4’, 60’ (rig.) | Marcatori | 49’ (aut.) C. Ferrara |

| Arbitro: | Dagnello (Trieste) |

|              |           |            |
| Matzuzzi 51’ | Marcatori | 20’ Tiberi |

| Arbitro: | Sirotti (Forlì) |

|                    |           |                                                 |
| Passoni 40’ (rig.) | Marcatori | 11’ Gorgone 44’ Foglia 89’ (rig.), 92’ Biancone |

| Arbitro: | Fausti (Milano) |

|  |           |              |
|  | Marcatori | 42’ Bizzarri |

| Arbitro: | Branzoni (Pavia) |

|                          |           |            |
| Rossitto 53’ Schwoch 65’ | Marcatori | 47’ Foglia |

| Arbitro: | Preschern (Mestre) |

|            |           |  |
| Foglia 35’ | Marcatori |  |

| Cosenza 17 gennaio 1999 18ª giornata | Cosenza          | 0 – 0 | Lucchese | Stadio San Vito\| Arbitro: \| Paparesta (Bari) \| |
| Arbitro:                             | Paparesta (Bari) |       |          |                                                   |

| Arbitro: | Guiducci (Arezzo) |

|                          |           |  |
| Bettoni 69’ Matzuzzi 88’ | Marcatori |  |

#### Girone di ritorno
| Arbitro: | Nucini (Bergamo) |

|          |           |                  |
| Paci 83’ | Marcatori | 8’, 66’ D'Aversa |

| Arbitro: | Fausti (Milano) |

|                                               |           |  |
| Marasco 38’ Brocchi 70’ Guidoni 71’ Melis 86’ | Marcatori |  |

| Arbitro: | Nucini (Bergamo) |

|                          |           |             |
| Raducioiu 24’ Marino 25’ | Marcatori | 57’ Bettoni |

| Lucca 21 febbraio 1999 23ª giornata | Lucchese                    | 0 – 0 | Reggina | Stadio Porta Elisa\| Arbitro: \| Serena (Bassano del Grappa) \| |
| Arbitro:                            | Serena (Bassano del Grappa) |       |         |                                                                 |

| Arbitro: | Sputore (Vasto) |

|                      |           |  |
| Comandini 19’ (rig.) | Marcatori |  |

| Arbitro: | Sputore (Vasto) |

|               |           |                             |
| Tarantino 83’ | Marcatori | 12’ Florijancic 90’ Corradi |

| Arbitro: | Dagnello (Trieste) |

|                    |           |  |
| Tarantino 26’, 66’ | Marcatori |  |

| Arbitro: | Nucini (Bergamo) |

|                                   |           |           |
| Sassarini 30’ Ferrante 52’ (rig.) | Marcatori | 13’ Guzzo |

| Arbitro: | Dagnello (Trieste) |

|                              |           |                             |
| Colacone 16’ Paci 40’ (rig.) | Marcatori | 32’ C. Zenoni 84’ D. Zenoni |

| Arbitro: | Bertini (Arezzo) |

|               |           |  |
| Cimarelli 28’ | Marcatori |  |

| Arbitro: | Bertini (Arezzo) |

|                            |           |                |
| Tarantino 31’ Matzuzzi 54’ | Marcatori | 82’ Varricchio |

| Arbitro: | Sirotti (Forlì) |

|           |           |                       |
| Puaca 59’ | Marcatori | 15’ Matzuzzi 55’ Paci |

| Arbitro: | Guiducci (Arezzo) |

|            |           |  |
| Baccin 11’ | Marcatori |  |

| Arbitro: | Cardella (Torre del Greco) |

|               |           |            |
| Tarantino 28’ | Marcatori | 6’ Franchi |

| Arbitro: | Sreazzera (Trapani) |

|                                       |           |  |
| Dell'Anno 63’ Sotgia 73’ Biliotti 74’ | Marcatori |  |

| Arbitro: | Guiducci (Arezzo) |

|                                |           |                          |
| Tarantino 11’, 22’, 81’ (rig.) | Marcatori | 24’ Pesaresi 70’ Schwoch |

| Arbitro: | Rossi (Ciampino) |

|           |           |              |
| Pirri 63’ | Marcatori | 90’ Colacone |

| Lucca 6 giugno 1999 37ª giornata | Lucchese         | 0 – 0 | Cosenza | Stadio Porta Elisa\| Arbitro: \| Pin (Conegliano) \| |
| Arbitro:                         | Pin (Conegliano) |       |         |                                                      |

| Arbitro: | Nucini (Bergamo) |

|                                            |           |                           |
| Margiotta 7’ (rig.) Carbone 65’ Cevoli 90’ | Marcatori | 45’ Foglia 83’ Sorrentino |

### Coppa Italia
| Arbitro: | Cesari (Genova) |

|               |           |                             |
| Paci 12’, 36’ | Marcatori | 81’ Murgita 83’ C. Bellucci |

| Arbitro: | Paparesta (Bari) |

|  |           |                        |
|  | Marcatori | 6’ Giampà 59’ Colacone |

| Arbitro: | Branzoni (Pavia) |

|                     |           |  |
| I. Franceschini 86’ | Marcatori |  |

| Arbitro: | Serena (Bassano del Grappa) |

|                           |           |  |
| Neqrouz 72’ Innocenti 74’ | Marcatori |  |